# NGC 5416
NGC 5416 est une galaxie spirale située dans la constellation du Bouvier. Sa vitesse par rapport au fond diffus cosmologique est de 6 499 ± 18 km/s, ce qui correspond à une distance de Hubble de 95,9 ± 6,7 Mpc (∼313 millions d'al). NGC 5416 a été découverte par l'astronome germano-britannique William Herschel en 1784.
La classe de luminosité de NGC 5416 est III-IV et elle présente une large raie HI. Selon la base de données Simbad, NGC 5416 est une radiogalaxie.
À ce jour, 25 mesures non basées sur le décalage vers le rouge (redshift) donnent une distance de 80,152 ± 12,462 Mpc (∼261 millions d'al), ce qui est à l'intérieur des valeurs de la distance de Hubble. Notons que c'est avec la valeur moyenne des mesures indépendantes, lorsqu'elles existent, que la base de données NASA/IPAC calcule le diamètre d'une galaxie et qu'en conséquence le diamètre de NGC 5416 pourrait être d'environ 41,8 kpc (∼136 000 al) si on utilisait la distance de Hubble pour le calculer.

## Groupe de NGC 5423
NGC 5416 fait partie du groupe de NGC 5423, la galaxie la plus brillante de ce groupe. Ce groupe de galaxies compte au moins quatre membres. Les trois autres galaxies du groupe sont NGC 5409, NGC 5423 et NGC 5424.